# 曼島獨立報
曼島獨立報（英語：Manx Independent）是曼島的一份小報與週報。每週五出版。《曼島獨立報》由曼島報紙所有。它的姊妹週報是《曼島信使》和《曼島審查員》。

## 歷史
1987 年，罷工導致《曼島審查員》、《曼島時報》、《曼島公報》和《曼島星報》停刊，《曼島獨立報》於同年創立。
曼島獨立報的最初概念來自一位名叫哈羅德·斯坦利·科萊特的曼島人。他被親切地稱為斯坦·科萊特（1934-1992）。斯坦·科萊特之前曾擔任沃金厄姆的議員，並曾在赫特福德郡的霍特國際商學院教授經濟學。1976年，43歲的斯坦·科萊特回到曼島，其使命是尋找一種方法來“發出聲音”給曼島人。後來他加入了Mercantile Group，並見證了自己的夢想成為現實，即開發一份敢於報導影響曼島居民之當前問題的報紙。
在短時間內，《曼島獨立報》每週出版3期，由西蒙·理查森編輯。然後它成為一份每週兩次的小報。
《曼島獨立報》於1993年被出售給曼島報紙，從此成為在曼島具有影響力的一份報紙。